# Paula Ormaechea
Paula Ormaechea (Sunchales, 28 settembre 1992) è una tennista argentina.

## Biografia
Figlia di Mirna e Marcelo Ormaechea, ha anche due sorelle: Valentina e Sofía. Il padre le fa da allenatore. La Ormaechea cita Roger Federer, Serena e Venus Williams come i suoi punti di riferimento e modelli principali, accanto ad Andre Agassi e Pete Sampras. Appassionata anche di calcio, è tifosa del Boca Juniors.

## Carriera
Vincitrice di 16 titoli in singolare e 9 titoli in doppio nel circuito ITF, Paula Ormaechea è anche membro della squadra argentina di Fed Cup con cui, nel 2010, ha subìto la retrocessione dal World Group II alla Zona Americana.
Il 24 febbraio 2013 ha disputato la prima finale WTA della carriera a Bogotà contro Jelena Janković, ma finendo per perdere 6-1, 6-2.

## Vita privata
Paula Ormaechea è sposata dal 3 aprile 2018 col pallavolista connazionale Luciano De Cecco. Il matrimonio, celebrato col rito civile, è avvenuto presso Palazzo dei Priori nel Comune di Perugia.

## Statistiche WTA

### Singolare

#### Sconfitte (1)
| Legenda               | Legenda      |
| --------------------- | ------------ |
| Grande Slam (0)       |              |
| Argenti Olimpici (0)  |              |
| WTA Finals (0)        |              |
| WTA Elite Trophy (0)  |              |
| Dal 2009 al 2020      | Dal 2021     |
| Premier Mandatory (0) | WTA 1000 (0) |
| Premier 5 (0)         | WTA 1000 (0) |
| Premier (0)           | WTA 500 (0)  |
| International (1)     | WTA 250 (0)  |

| N. | Data             | Torneo                  | Superficie  | Rivale in finale | Risultato |
| 1. | 24 febbraio 2013 | Copa Colsanitas, Bogotà | Terra rossa | Jelena Janković  | 1-6, 2-6  |

## Circuito WTA 125

### Singolare

#### Sconfitte (1)
| N. | Data            | Torneo           | Superficie  | Rivale in finale | Risultato |
| 1. | 5 febbraio 2023 | Copa Oster, Cali | Terra rossa | Nadia Podoroska  | 4-6, 2-6  |

## Statistiche ITF

### Singolare

#### Vittorie (16)
| Torneo 100000 $ (0) |
| Torneo 80000 $ (0)  |
| Torneo 75000 $ (0)  |
| Torneo 60000 $ (0)  |
| Torneo 50000 $ (1)  |
| Torneo 25000 $ (7)  |
| Torneo 15000 $ (0)  |
| Torneo 10000 $ (8)  |

| N.  | Data              | Torneo                                                                          | Superficie  | Avversaria in finale  | Punteggio           |
| 1.  | 7 novembre 2009   | Asociacion Argentina de Tenis Women Circuit, Buenos Aires                       | Terra rossa | Verónica Spiegel      | 6–4, 3–6, 6–2       |
| 2.  | 21 novembre 2009  | ITF Women's Circuit Asuncion, Asunción                                          | Terra rossa | Andrea Koch Benvenuto | 4–6, 6–4, 6–2       |
| 3.  | 27 giugno 2010    | Asociacion Argentina de Tenis Women Circuit, Buenos Aires                       | Terra rossa | Lucía Jara Lozano     | 6–2, 6–2            |
| 4.  | 18 luglio 2010    | Seguros Bolivar Open Bogotá, Bogotà                                             | Terra rossa | Julia Cohen           | 7–5, 6–2            |
| 5.  | 25 luglio 2010    | Circuito Brasileiro Feminino Brasília, Brasilia                                 | Terra rossa | Ana Clara Duarte      | 3–6, 7–6(1), 7–6(6) |
| 6.  | 20 marzo 2011     | Internacional Femenino de Tenis Copa Las Condes, Santiago del Cile              | Terra rossa | Catalina Pella        | 6–2, 7–6(4)         |
| 7.  | 11 settembre 2011 | Royal Cup NLB Montenegro, Podgorica                                             | Terra rossa | Danka Kovinić         | 6–1, 6–1            |
| 8.  | 25 settembre 2011 | Trofeo Magna Capitanata, Foggia                                                 | Terra rossa | Renata Voráčová       | 6–4, 6–4            |
| 9.  | 19 maggio 2013    | Open International Féminin Midi-Pyrénées Saint-Gaudens Comminges, Saint-Gaudens | Terra rossa | Dinah Pfizenmaier     | 6–3, 3–6, 6–4       |
| 10. | 8 giugno 2015     | Padova Challenge Open, Padova                                                   | Terra rossa | Réka Luca Jani        | 6–3, 6–4            |
| 11. | 10 aprile 2016    | Circuito Feminino de Tenis do Estado de São Paulo, São José do Rio Preto        | Terra rossa | Laura Pigossi         | 6–4, 6–1            |
| 12. | 17 aprile 2016    | Aberto de Lins de Tênis Feminino, Lins                                          | Terra rossa | Harmony Tan           | 6–3, 6–2            |
| 13. | 23 aprile 2016    | Grand Prix Estado de Såo Paulo, Bauru                                           | Terra rossa | Julieta Lara Estable  | 1–6, 6–3, 7–5       |
| 14. | 28 luglio 2018    | Baja Ladies Open, Baja                                                          | Terra rossa | Nina Potočnik         | 6–3, 7–5            |
| 15. | 15 settembre 2019 | Madainitennis Open, Sankt Pölten                                                | Terra rossa | Réka Luca Jani        | 2-6, 6-3, 6-3       |
| 16. | 16 ottobre 2022   | San Miguel Tucumán Open, San Miguel de Tucumán                                  | Terra rossa | Valerija Strachova    | 6-2, 6-3            |

#### Sconfitte (16)
| Torneo 100000 $ (0) |
| Torneo 80000 $ (0)  |
| Torneo 75000 $ (0)  |
| Torneo 60000 $ (4)  |
| Torneo 50000 $ (1)  |
| Torneo 25000 $ (7)  |
| Torneo 15000 $ (2)  |
| Torneo 10000 $ (2)  |

| N.  | Data              | Torneo                                                    | Superficie      | Avversaria in finale | Punteggio        |
| 1.  | 4 ottobre 2009    | ITF Women's Circuit Juarez, Ciudad Juárez                 | Terra rossa     | Mailen Auroux        | 6–4, 4–6, 2–6    |
| 2.  | 6 dicembre 2009   | Asociacion Argentina de Tenis Women Circuit, Buenos Aires | Terra rossa     | Rossana de los Ríos  | 5–7, 1–6         |
| 3.  | 20 giugno 2010    | AAT Women's Circuit Buenos Aires, Buenos Aires            | Terra rossa     | Mailen Auroux        | 1–6, 5–7         |
| 4.  | 8 maggio 2011     | I. ČLTK Prague Open, Praga                                | Terra rossa     | Lucie Hradecká       | 6-4, 3-6, 2-6    |
| 5.  | 1º ottobre 2011   | Torneo Internacional Femenino Villa de Madrid, Madrid     | Terra rossa     | Nastassja Burnett    | 2-6, 3-6         |
| 6.  | 25 settembre 2016 | Royal Cup NLB Montenegro, Podgorica                       | Terra rossa     | Quirine Lemoine      | 5-7, 1-6         |
| 7.  | 10 dicembre 2017  | GD Tennis Academy, Adalia                                 | Terra rossa     | Tena Lukas           | 4-6, 7-6(5), 1-6 |
| 8.  | 9 settembre 2018  | Zagreb Ladies Open, Zagabria                              | Terra rossa     | Tereza Mrdeža        | 6-2, 4-6, 5-7    |
| 9.  | 10 novembre 2018  | Copa LP Chile Hacienda Chicureo, Colina                   | Terra rossa     | Xu Shilin            | 5-7, 3-6         |
| 10. | 14 marzo 2021     | Internationaux Féminins d'Amiens, Amiens                  | Terra rossa (i) | Seone Mendez         | 4–6, 2–6         |
| 11. | 20 giugno 2021    | Open Porte du Hainaut, Denain                             | Terra rossa     | Dalma Gálfi          | 7–5, 2-6, 4-6    |
| 12. | 25 luglio 2021    | ITS Cup, Olomouc                                          | Terra rossa     | Sára Bejlek          | 0-6, 0-6         |
| 13. | 9 gennaio 2022    | Traralgon Challenger, Città di Latrobe                    | Cemento         | Yuan Yue             | 3-6, 2-6         |
| 14. | 13 febbraio 2022  | Club Las Lomitas, Provincia di Tucumán                    | Terra rossa     | Brenda Fruhvirtová   | 3-6, 6-1, 4-6    |
| 15. | 20 marzo 2022     | Copa BNP Paribas, Anapoima                                | Terra rossa     | Marina Mel'nikova    | 2-6, 1-6         |
| 16. | 25 settembre 2022 | Krka Open Otocec, Otočec                                  | Terra rossa     | Miriam Bulgaru       | 5-7, 4-6         |

### Doppio

#### Vittorie (9)
| Torneo 100000 $ (0) |
| Torneo 80000 $ (0)  |
| Torneo 75000 $ (0)  |
| Torneo 60000 $ (1)  |
| Torneo 50000 $ (1)  |
| Torneo 25000 $ (5)  |
| Torneo 15000 $ (1)  |
| Torneo 10000 $ (1)  |

| N. | Data             | Torneo                                                                          | Superficie  | Compagna                     | Avversarie in finale                        | Punteggio        |
| 1. | 18 luglio 2010   | Seguros Bolivar Open Bogotá, Bogotà                                             | Terra rossa | Andrea Gámiz                 | Mailen Auroux Karen Castiblanco             | 5–7, 6–4, [10-8] |
| 2. | 18 marzo 2011    | Internacional Femenino de Tenis Copa Las Condes, Santiago del Cile              | Terra rossa | Maria Fernanda Alves         | Barbara Rush Carolina Zeballos              | 6–3, 7–6(2)      |
| 3. | 2 aprile 2011    | Haciendo tenis, Buenos Aires                                                    | Terra rossa | María Fernanda Álvarez Terán | María Irigoyen Florencia Molinero           | 4–6, 7–5, [10–4] |
| 4. | 24 giugno 2011   | SMA Cup Sant'Elia, Roma                                                         | Terra rossa | Verónica Cepede Royg         | Marina Šamajko Sofia Šapatava               | 7–5, 6–4         |
| 5. | 18 maggio 2013   | Open International Féminin Midi-Pyrénées Saint-Gaudens Comminges, Saint-Gaudens | Terra rossa | Julia Glushko                | Stéphanie Dubois Kurumi Nara                | 7–5, 7–6(11)     |
| 6. | 8 settembre 2017 | Internazionali Femminili di Trieste, Triste                                     | Terra rossa | Martina Caregaro             | Alice Balducci Camilla Scala                | 5–7, 7–5, [10–1] |
| 7. | 27 luglio 2018   | Baja Ladies Open, Baja                                                          | Terra rossa | Natalija Kostić              | Nicoleta-Catalina Dascalu Isabella Šinikova | w/o              |
| 8. | 19 ottobre 2018  | Internacionales de Andalucìa Femeninos, Siviglia                                | Terra rossa | Andrea Gámiz                 | Başak Eraydın Anastasija Komardina          | 7–5, 7–6(5)      |
| 9. | 7 settembre 2019 | Zagreb Ladies Open, Zagabria                                                    | Terra rossa | Anna Bondár                  | Amandine Hesse Daniela Seguel               | 7-5, 7-5         |

#### Sconfitte (15)
| Torneo 100000 $ (0) |
| Torneo 80000 $ (0)  |
| Torneo 75000 $ (0)  |
| Torneo 60000 $ (0)  |
| Torneo 50000 $ (0)  |
| Torneo 25000 $ (8)  |
| Torneo 15000 $ (2)  |
| Torneo 10000 $ (5)  |

| N.  | Data              | Torneo                                                  | Superficie  | Compagna            | Avversarie in finale                       | Punteggio           |
| 1.  | 11 ottobre 2008   | ITF Women's Circuit Santa Cruz, Santa Cruz de la Sierra | Terra rossa | Claudia Razzeto     | Rocio Galarza Gabriela Roux                | 6(5)–7, 6–3, [9–11] |
| 2.  | 25 ottobre 2008   | ITF Women's Circuit Lima, Lima                          | Terra rossa | Marina Giral Lores  | Andrea Koch Benvenuto Karen Castiblanco    | 2–6, 1–6            |
| 3.  | 1º novembre 2008  | ITF Women's Circuit Lima, Lima                          | Terra rossa | Marina Giral Lores  | Andrea Koch Benvenuto Karen Castiblanco    | 7–6(7), 0–6, [3–10] |
| 4.  | 28 novembre 2009  | Torneo Internacional Copa Club Villa Lima, Lima         | Terra rossa | Agustina Eskenazi   | Cecilia Costa Melgar Andrea Koch Benvenuto | 1-6, 3-6            |
| 5.  | 4 dicembre 2010   | Hotel do Frade ITF Challeneger, Rio de Janeiro          | Terra rossa | Alizé Lim           | Maria Fernanda Alves Ana Clara Duarte      | def.                |
| 6.  | 28 marzo 2015     | Jose Cuervo Women's Open, Palm Harbor                   | Terra verde | María Irigoyen      | Petra Krejsová Paula Cristina Gonçalves    | 2-6, 4-6            |
| 7.  | 12 giugno 2015    | Padova Challenge Open, Padova                           | Terra rossa | Réka Luca Jani      | María Irigoyen Barbora Krejčíková          | 4-6, 2-6            |
| 8.  | 16 agosto 2016    | Aberto de Lins de Tênis Feminino, Lins                  | Terra rossa | Constanza Vega      | Bárbara Gatica Stephanie Petit             | 5–7, 3–6            |
| 9.  | 19 agosto 2017    | Rabobank Future Oldenzaal, Oldenzaal                    | Terra rossa | Ana Sofía Sánchez   | Deborah Kerfs Chiara Scholl                | 5–7, 3–6            |
| 10. | 9 dicembre 2017   | Tennis Organisation Cup, Adalia                         | Terra rossa | Dia Evtimova        | Cristina Dinu Mia Eklund                   | 3–6, 2–6            |
| 11. | 18 gennaio 2020   | Daytona Beach Open, Daytona Beach                       | Terra verde | Prarthana Thombare  | Dalma Gálfi Kimberley Zimmermann           | 6(4)-7, 2-6         |
| 12. | 12 settembre 2020 | Città di Tarvisio Tennis Cup, Tarvisio                  | Terra rossa | Anna Bondár         | Marie Benoît Alexandra Cadanțu             | 1–6, 3–6            |
| 13. | 18 giugno 2021    | Open Porte du Hainaut, Denain                           | Terra rossa | Dalma Gálfi         | Anna Danilina Valerija Strachova           | 5-7, 6-3, [4-10]    |
| 14. | 1º ottobre 2021   | Lisboa Belém Open, Lisbona                              | Terra rossa | Natalija Stevanović | Yvonne Cavallé Reimers Ángela Fita Boluda  | 6-3, 3-6, [4-10]    |
| 15. | 6 febbraio 2022   | Club Las Lomitas, Provincia di Tucumán                  | Terra rossa | Andrea Gámiz        | Bárbara Gatica Rebeca Pereira              | 3-6, 5-7            |

## Risultati in progressione
| Sigla | Risultato               |
| ----- | ----------------------- |
| V     | Vincitore               |
| F     | Finalista               |
| SF    | Semifinalista           |
| O     | Oro olimpico            |
| A     | Argento olimpico        |
| SF    | Bronzo olimpico         |
| QF    | Quarti di Finale        |
| 4T    | Quarto turno            |
| 3T    | Terzo turno             |
| 2T    | Secondo turno           |
| 1T    | Primo turno             |
| RR    | Round Robin             |
| LQ    | Turno di qualificazione |
| A     | Assente                 |
| ND    | Non disputato           |

| Legenda superfici    |
| -------------------- |
| Cemento              |
| Terra battuta        |
| Erba                 |
| Superficie variabile |

### Singolare
| Torneo                 | 2012 | 2013 | 2014 | 2015 | V–S |
| ---------------------- | ---- | ---- | ---- | ---- | --- |
| Tornei del Grande Slam |      |      |      |      |     |
| Australian Open        | 2T   | Q1   | 1T   | A    | 1–2 |
| Open di Francia        | 1T   | 3T   | 3T   |      | 4–3 |
| Wimbledon              | Q1   | Q2   | 1T   |      | 0–1 |
| US Open                | Q3   | 2T   | 1T   |      | 1–2 |
| Vittorie-sconfitte     | 1–2  | 3–2  | 2–4  | 0-0  | 6–8 |

### Doppio nei tornei del Grande Slam
| Torneo          | 2012 | 2013 | 2014 | 2015 | V--S |
| --------------- | ---- | ---- | ---- | ---- | ---- |
| Australian Open | A    | A    | 1T   | A    | 0-1  |
| Open di Francia | A    | A    | 1T   |      | 0-1  |
| Wimbledon       | Q1   | 1T   | A    |      | 0-1  |
| US Open         | A    | 1T   | A    |      | 0-1  |
| Totale          | 0-0  | 0-2  | 0-2  | 0-0  | 0-4  |

### Doppio misto nei tornei del Grande Slam
Nessuna partecipazione